# Château de la Motte d'Aron
Le château de la Motte d'Aron est un château français, aujourd'hui disparu, situé à Martigné-sur-Mayenne, dans le département de la Mayenne et la région des Pays de la Loire.

## Situation
Il est situé à 300 mètres au Sud du bourg.

## Désignation
- La terre et fié communal et appartenance de la Mote d'Aron, 1387 (Archives nationales, P. 1.334).
- La Motte d'Airon, 1549 (Aveu à Mayenne).

## Histoire
Il s'agissait d'un fief et domaine mouvant de Mayenne, à charge de 8 jours de garde « à la maison de Roux et sur la grande porte du chasteau » avec les hommes du Fief-Communal. Le seigneur avait « droit de prinse, vengeance, justice à sang, droit de justice et seigneurie moyenne et basse, de mesure à blé et à vin ; droit de fondation de l'église de Martigné », sans toutefois que le baron de Mayenne soit en rien « inférioré » ; droit de litre au-dessous de celle du cardinal Jules Mazarin (1659), et nomination d'un des quatre sacristains de la paroisse. 
On mentionne en 1549 « les maisons, mottes, douves, cour, jardins, vergers, garennes, meurgers et plesses défensables, bois de haute futaye de trente journaux », le moulin et étang de Belluet, le domaine de la Motte d'Aron, le « boscage du Verger », de 15 journaux, avec étang, la Guyardière, avec garenne et meurgers : — maison seigneuriale en 1659. 
A la Motte-d'Aron était uni le Fief-Communal, dont relevaient en tout ou en partie : les Essarts, le Bois-Belleray, la Janvrie, la Péannière, la Chablère, la Godardière, Mythème, le Bois-Geslin, Montmassuet, partie du bourg de Martigné. Les sujets avaient droit d'abattre le gland avec une gaule de 13 pieds et trois bâtons de 9 pieds ; homme forain se mariant à femme du fief devait double devoir.

### Sources et bibliographie
- « Château de la Motte d'Aron », dans Alphonse-Victor Angot et Ferdinand Gaugain, Dictionnaire historique, topographique et biographique de la Mayenne, Laval, A. Goupil, 1900-1910 [détail des éditions] (BNF 34106789, présentation en ligne) , issu de :
  - Chartriers de la Motte-Husson, de Bourgon et de la Cour de Grazay.
  - Abbé Delépine, notes manuscrites.
  - Cabinet de Louis-Julien Morin de la Beauluère.